# ژی‌تی‌سی
ژی‌تی‌سی (انگلیسی: JTC plc) شرکت خدمات مالی بریتانیایی است، که در سال ۱۹۸۷ تأسیس شد.